# جيمس دن
جيمس دن (بالإنجليزية: James Dunn)‏ (و. 1901 – 1967 م) هو ممثل مسرحي، وممثل أفلام، وممثل تلفزيوني، من الولايات المتحدة الأمريكية، ولد في مدينة نيويورك، توفي في سانتا مونيكا، كاليفورنيا، عن عمر يناهز 66 عاماً.

## جوائز وترشيحات
حصل على جوائز منها:
- جائزة الأوسكار لأفضل ممثل مساعد، عن عمل: شجرة تنمو في بروكلين (1945).

ترشح لـ:
- جائزة الأوسكار لأفضل ممثل مساعد، عن عمل: شجرة تنمو في بروكلين.

## وصلات خارجية
- جيمس دن على موقع IMDb (الإنجليزية)
- جيمس دن على موقع الموسوعة البريطانية (الإنجليزية)
- جيمس دن على موقع روتن توميتوز (الإنجليزية)
- جيمس دن على موقع ألو سيني (الفرنسية)
- جيمس دن على موقع تيرنر كلاسيك موفيز (الإنجليزية)
- جيمس دن على موقع أول موفي (الإنجليزية)
- جيمس دن على موقع قاعدة بيانات برودواي على الإنترنت (الإنجليزية)
- جيمس دن على موقع قاعدة بيانات الأفلام السويدية (السويدية)
- جيمس دن على موقع إن إن دي بي (الإنجليزية)
- جيمس دن على موقع قاعدة بيانات الفيلم (الإنجليزية)